# A kőszívű ember fiai (regény)
A kőszívű ember fiai Jókai Mór 1869-ben megjelent regénye, amelyben az író az 1848–49-es forradalom és szabadságharcnak állít emléket. A mű a kiegyezés utáni politikai harcok közepette íródott, benne alkotója a függetlenség célkitűzése mellett állt ki.
1868-ban a Fővárosi Lapok arról tudósított, hogy Jókai újabb regényen dolgozik, a címe: Anya örökké. A ma ismert címmel a regényt 1869. január 1-jén kezdte közölni folytatásokban A Hon című napilap. Ugyanabban az évben könyvként is kiadták, hat kötetben. 
A mű Keresd a szíved című színpadi változatát Krecsányi Ignác mutatta be 1896-ban.
A szerző a történelmi regény megírásához felhasználta Horváth Mihály Magyarország függetlenségi harcának története (1865) című művének egyes részeit, korabeli lapok híreit és saját élményeit is. A fentieken kívül barátja és az országgyűlésben lévő párttársa zászkali és deménfalvi Boczkó Dániel teljhatalmú kormánybiztos életútjának egyes elemeit is.

## Történet
|  | Alább a cselekmény részletei következnek! |

A nemesdombi kastélyban haldoklik Baradlay Kazimir nagybirtokos, főispán, konzervatív eszméket valló, családjától ellentmondást nem tűrő zsarnok. A szíve kővé vált, orvosi értelemben és a bibliai szólás szerint is. Utolsó perceiben feleségének Marie-nak rendelkezik arról, hogy mi legyen asszonya és a fiai sorsa. A legidősebb, Ödön diplomata maradjon az orosz udvarnál, Richárd Bécsben királyi testőrként a katonai ranglétrán haladjon előre, és a legkisebb, Jenő udvari tisztviselőként (hivatalnokként) maradjon meg azon a pályán, amelyen elindította. Özvegy felesége pedig hat hét múlva menjen férjhez Rideghváry Bencéhez, az ő politikai utódjához, mert így követeli meg ezt a politika és a család érdeke.
Baradlayné a férje halála után fogadalmat tesz, hogy az ellenkezőjét fogja tenni annak, amit férje diktált a végrendeletben. Így először Ödönt hívja haza, akit apja azért távolított el messzire, mert a nemesdombi református lelkész lányát, Arankát szerette. Ödön azonnal teljesíti anyja kívánságát, és az életét kockáztatva hazatér Oroszországból, otthon liberális főispán lesz, és Arankával családot alapít.
A két bécsi ifjú közül Jenő szerelmes Plankenhorst Alfonsine-ba, egy szép, előkelő, de szerepet játszó, gonosz nőbe. Alfonsine nyomorúságos körülmények között nevelteti Károly nevű törvénytelen fiát, akinek Palvicz Ottó, osztrák katonatiszt az apja. Richárd a Plankenhorst-házban találkozik Liedenwall Edittel, a család szegénysorban tartott rokonával, akit megszeret és eljegyez.
Az 1848–49-es forradalom és szabadságharcban Ödön Magyarországon tevékenykedik. Baradlayné elhatározza, hogy másik két fiát is a haza szolgálatába állítja. Richárd a huszárjaival embert próbáló akadályokon keresztül (Duna, March folyók, Kárpátok) tört haza, Jenőt anyja szökteti meg Bécsből. Richárd Isaszegnél halálos párbajt vív Palvicz Ottóval, a huszárkapitány megígéri a haldokló osztrák tisztnek, hogy felkutatja és felneveli a fiát. Richárd és Ödön részt vesznek Budavár visszavételében, s mivel Richárd megbántotta Ödönt, forradalmi párbajt vívnak. Ödön győz, így még idejében érkezik Richárd megsegítésére. Jenő otthon marad anyjának és Ödön családjának támogatására.
A szabadságharc leverése után Ödön angol útlevéllel próbál menekülni, de egykori jó barátja, Ramiroff Leonin felismeri, és elfogatja. A volt kormánybiztosnak sikerül megszöknie, és otthon várja további sorsát. Idézést kap a katonai törvényszéktől, amelyet azonban tévedésből Jenő nevére (Eugen, Edmund helyett) címeztek ki. Jenő eltitkolja az irat tartalmát a család elől, jelentkezik a katonai törvényszéknél, és bátyja helyett mártírhalált hal.
Richárd is börtönbe kerül, de Haynau, a bresciai hiéna hatalmának utolsó éjszakáján megkegyelmez neki, mert Alfonsine tájékoztatja arról, hogy másnap megfosztják hatalmától. A delnő eredetileg azért keresi fel a teljhatalmú kormányzót, hogy Richárd halálát kieszközölje. Richárd azonban megmenekül, majd hamarosan feleségül veszi Editet, akiről kiderül, hogy Plankenhorst Alfréd vagyonának kizárólagos örököse.
|  | Itt a vége a cselekmény részletezésének! |

## Szereplők
| Haladók          | Konzervatívok           | Ingadozók          |
| ---------------- | ----------------------- | ------------------ |
| Baradlayné Mária | Baradlay Kazimir        | Tallérossy Zebulon |
| Baradlay Ödön    | Rideghváry Bence        | Mindenváró Ádám    |
| Baradlay Richárd | Palvicz Ottó            | Boksa Gergő        |
| Baradlay Jenő    | Haynau tábornok         | Ramiroff Leonin    |
| Liedenwall Edit  | Plankenhorst Alfonsine  |                    |
| Lánghy Aranka    | Plankenhorst Antoinette |                    |
| Lánghy Bertalan  | Szalmás Mihály          |                    |
| Pál úr           |                         |                    |
| Goldner Fritz    |                         |                    |
| Mausmann Hugó    |                         |                    |

## Helyszínek
| - Nemesdomb - Oroszország: Szentpétervár, puszta, Dnyeper - Bécs - Duna, Morva folyó, Csehország, Kárpátok - Kassa - Pest | - Monor - Körös-sziget - Isaszeg, Királyerdő - Buda - Tisza - Nagyvárad |

## Szerkezet

### Csomópontszerű
| I. Nemesdomb         | II. Hadsereg           | III. Nemesdomb           |
| -------------------- | ---------------------- | ------------------------ |
| 1. Végrendelet       | 1. Szerveződése        | 1. Várakozás az ítéletre |
| 2. Az özvegy esküje  | 2. Vereség – Kassa     | 2. A végzetes névcsere   |
| 3. Az esküvő         | 3. Az isaszegi csata   | 3. Jenő hőstette         |
| 4. A megyegyűlés     | 4. Buda ostroma        | 4. A mellény             |
| 5. Két fivér hazatér | 5. A forradalmi párbaj | 5. Húsz év múlva         |

### Hagyományos
- I. Előkészítés: Baradlay Kazimir végrendelete és halála
- II. Bonyodalom: Baradlayné fogadalma
- III. A cselekmény kibontakozása:
- 1. Ödön hazatérése – farkaskaland
- 2. Richárd hazatérése – a huszárok üldözése
- 3. Jenő is Magyarországra szökik az édesanyjával
- 4. A magyar szabadságharc dicső csatái, majd bukása
- 5. Ödön otthon várja az elfogatási parancsot, Richárd a bécsi börtönben vár az ítéletre
- IV. Tetőpont: Jenő áldozata
- V. Befejezés: 20 év múlva – A szabadságharc hősei elbuktak, de a polgári nemzet eszméje mégis diadalra jutott

## Feldolgozások
- Jókai Mór regénye alapján 1954-ben a Népművelési Minisztérium megbízásából Földes Mihály diafilmet állított össze. A fényképeket Farkas Tamás készítette, szerkesztette: Somlyai Béla, a felelős szerkesztő Oláh István, a felelős kiadó Csongrádi István volt.[7]
- A regényből 1962-ben rádiójáték készült, dramaturg: Zolnay Vilmos, rendezte: Varga Géza. Szereposztás : Baradlayné – Lukács Margit, Baradlay Ödön – Bitskey Tibor, Baradlay Richárd – Szabó Gyula, Baradlay Jenő – Tordy Géza, Plankenhorst Antoinette – Tolnay Klári, Plankenhorst Alfonsine – Váradi Hédi, Liedenwall Edit – Domján Edit[8]
- A kőszívű ember fiai (film), 1964, rendezte: Várkonyi Zoltán, főbb szereplők: Mécs Károly, Tordy Géza, Bitskey Tibor, Béres Ilona, Sulyok Mária, Polónyi Gyöngyi

## További irodalom
- Nyilasy Balázs: A kőszívű ember fiai és a modern románc. Kortárs. 2003. 47. évf. 7. sz.

- Az Ödönben megmintázott személyiség:

| Boczkó Dániel teljhatalmú kormánybiztos élete | Boczkó Dániel teljhatalmú kormánybiztos élete |
| --- | --------------------------------------------- |
| Boczkó Dánielt előbb Békés, majd Arad megye kormánybiztosává nevezték ki. Ezt a tevékenységét Kossuth Lajos Krassó, Zaránd, Hunyad, Temes és Torontál megyékre is kiterjesztette. Boczkó nevét a február 8-i aradi csata tette ismertté. Kossuth kinevezte Erdély teljhatalmú kormánybiztosává. Az 1848–49-es forradalom és szabadságharc utolsó heteiben erélyes intézkedéseket hozott a rend fenntartása érdekében. Korlátozta a céhek jogait, kimondta az iparszabadságot. Az utolsó aradi országgyűlésen még részt vett. A szabadságharc bukása után a körözöttek listájára került, majd 1850. október 23-án halálra ítélték, amit később 10 évi várfogságra változtattak. A büntetés végrehajtásának helyéül a kufsteini börtönt jelölték ki, ahonnan 1853-ban átszállították Olmützbe. A volt kormánybiztos 1856 decemberében, 67 éves korában szabadult ki. Visszakapta megmaradt vagyonát, és visszavonult birtokára. A Bach-korszak vége után ismét részt vett a közéletben: az 1861-i és az 1865–68-i országgyűléseken Békéscsaba képviselője, a Határozati Párt tagja, az ülés korelnöke volt. 1868-ban lemondott képviselőségéről, ennek ellenére 1869-ben ismét megválasztották. 1870. szeptember 9-én csabacsűdi birtokán halt meg. |                                               |